# Почтовые марки России (1994)

Почтовые марки России (1994) — каталог знаков почтовой оплаты (марок, блоков, листов), введённых в обращение «Почтой России» в 1994 году.
Всего в этом году было выпущено 54 почтовые марки, 1 почтовый блок и 12 малых листов.

## Список коммеморативных марок
Порядок следования элементов в таблице соответствует номеру по каталогу марок России на официальном сайте издатцентра «Марка», в скобках приведены номера по каталогу «Михель».
| № | Изображение | Описание | Номинал                                       | Дата       | Тираж                   | Художник             | П      |
| --- | ----------- | --- | --------------------------------------------- | ---------- | ----------------------- | -------------------- | ------ |
| № 140 (Mi #359) № 141 (Mi #360) № 142 (Mi #361) № 143 (Mi #362) № 140—143 (Mi #359—362)                                                                                               |             | Оперы Н. А. Римского-Корсакова. К 150-летию со дня рождения - Портрет Н. А. Римского-Корсакова (1844—1908) на фоне сцены из оперы «Садко» (1895). - Сцена из оперы «Золотой петушок» (1907). - Сцена из оперы «Царская невеста» (1898). - Сцена из оперы «Снегурочка» (1881). | 250.00 руб.                                   | 20 января  | 1 500 000               | Арцименев Ю.         | [ 3 ]  |
| № 144 (Mi #363) № 145 (Mi #364) (Mi #364KB) № 146 (Mi #365) (Mi #365KB) № 147 (Mi #366) № 148 (Mi #367)                                                                               |             | Комнатные растения. Кактусы. Продолжение серии: - Эпифиллум Пикока. - Маммиллярия Свингла. - Лофофора Вильямса. - Опунция низовая. - Селеницереус крупноцветковый. | 50.00 100.00 250.00 руб.                      | 25 февраля | 1 500 000 200 000       | Семенов Ю.           | [ 4 ]  |
| № 149 (Mi #368) № 150 (Mi #369) № 151 (Mi #370) № 152 (Mi #371) № 153 (Mi #372) № 154 (Mi #373) № 155 (Mi #374) № 156 (Mi #375) (Mi #375KB) № 157 (Mi #376) № 149—157 (Mi #368—376KB) |             | Соборы мира: - Великобритания. Йорк. Собор. - Греция. Афины. Церковь Малая Метрополия. - Дания. Роскилле. Собор. - Франция. Париж. Собор Нотр-Дам. - Ватикан. Рим. Собор Святого Петра. - Германия. Кёльн. Собор. - Испания. Севилья. Собор. - Россия. Москва. Покровский собор. - США. Нью-Йорк. Собор Сент-Патрик. | 150.00 руб.                                   | 24 марта   | 1 500 000 150 000       | Арцименев Ю.         | [ 5 ]  |
| № 158 (Mi #377) № 159 (Mi #378) № 160 (Mi #379) |             | Космические исследования. Центр подготовки космонавтов им. Ю. А. Гагарина: - Центрифуга «ЦФ-18». - Тренажер (макет орбитального комплекса «Мир»). - Гидролаборатория. | 100.00 250.00 500.00 руб.                     | 12 апреля  | 1 500 000               | Стрельников Р.       | [ 6 ]  |
| № 161 (Mi #380) № 162 (Mi #381) № 163 (Mi #382) № 161—163 (Mi #380—382) |             | 50-летие освобождения территории России, Украины и Белоруссии от немецко-фашистских захватчиков: - Карта-схема с направлением главных ударов Советской Армии в 1944 г. при освобождении России, боевые действия реактивной артиллерии («Катюш») и фрагмент архитектурно-скульптурного мемориала на Пискарёвском кладбище в Санкт-Петербурге. - Карта-схема с направлением главных ударов Советской Армии в 1944 г. при освобождении Украины, атака штурмовиков «Ил-2» и памятник «Доблестным советским воинам-освободителям Украины» в Ужгороде. - Карта-схема с направлением главных ударов Советской Армии в 1944 г. при освобождении Белоруссии, атака пехоты и танков «Т-34», а также Мемориальный комплекс Курган славы около Минска. | 100.00 руб.                                   | 26 апреля  | 800 000                 | Комлев Г.            | [ 7 ]  |
| № 164 (Mi #383) № 165 (Mi #384) № 166 (Mi #385) № 167 (Mi #386) |             | Архитектурные памятники России: - Красные ворота в Москве (1753—1757). Д. В. Ухтомский (1719—1774). - Академия наук в Санкт-Петербурге (1783—1789). Дж. Кваренги (1744—1817). - Троицкий (Измайловский) собор в Санкт-Петербурге (1828—1835). В. П. Стасов (1769—1848). - Храм Христа Спасителя в Москве (1839—1883). К. А. Тон (1794—1881). | 50.00 100.00 150.00 300.00 руб.               | 25 мая     | 1 500 000               | Плетнев А.           | [ 8 ]  |
| № 168 (Mi #387) № 169 (Mi #388) № 168—169 (Mi #387-388KB) |             | 150-летие со дня рождения В. Д. Поленова (1844—1927): - «Христос и грешница» (1886—1887). - «Золотая осень» (1893). | 150.00 руб.                                   | 1 июня     | 1 000 000               | Мартынов И.          | [ 9 ]  |
| № 170 (Mi #389) № 171 (Mi #390) № 172 (Mi #391) № 170—172 (Mi #389—391KBI) (Mi #389—391KBII)                                                                                          |             | Утки. Продолжение серии: - Свиязь. - Хохлатая чернеть. - Чирок-клоктун. | 150.00 250.00 300.00 руб.                     | 1 июля     | 800 000 150 000         | Козлов И.            | [ 10 ] |
| № 173 (Mi #393) № 174 (Mi #394) |             | Лауреаты Нобелевской премии. Продолжение серии: - П. Л. Капица (1894—1984). - П. А. Черенков (1904—1990). | 150.00 руб.                                   | 5 июля     | 600 000                 | Арцименев Ю.         | [ 11 ] |
| № 175 (Mi #395) |             | Игры доброй воли в Санкт-Петербурге. (Россия, Санкт-Петербург, 23.07—7.08). | 100.00 руб.                                   | 5 июля     | 700 000                 | Левиновский Ю.       | [ 12 ] |
| № 176 (Mi #392) |             | 100 лет Международному Олимпийскому комитету. Флаг Международного Олимпийского комитета с Олимпийской эмблемой. | 250.00 руб.                                   | 5 июля     | 600 000                 | Яцкевич А.           | [ 13 ] |
| № 177 (Mi #396) (Mi #396KB) |             | День российской почты. Композиция из изобразительных элементов первой почтовой марки России 1857 г. | 125.00 руб.                                   | 8 июля     | 1 000 000 150 000       | Арцименев Ю.         | [ 14 ] |
| № 178 (Mi #397) (Mi #397KBI) (Mi #397KBII) № 179 (Mi #398) № 180 (Mi #399) № 181 (Mi #400) № 182 (Mi #401) № 183 (Mi #402BL7)                                                         |             | Русский фарфор. Императорский фарфоровый завод: - Табакерка. - Шандал. - Скульптура «Водоноска». - Ваза. - Скульптура «Дама с маской». - Предметы сервиза с монограммой «ВККН». Проект Ф. С. Солнцева, 1848 г. | 50.00 100.00 150.00 250.00 300.00 500.00 руб. | 10 августа | 800 000 150 000 500 000 | Козлов И.            | [ 15 ] |
| № 184 (Mi #403) |             | 50-летие вхождения Республики Тува в состав России. Обелиск «Центр Азии» в г. Кызыле. | 125.00 руб.                                   | 13 октября | 600 000                 | Зайцев Л.            | [ 16 ] |
| № 185 (Mi #404) № 186 (Mi #405) (Mi #405KB) № 187 (Mi #406) № 188 (Mi #407) |             | К 300-летию Российского флота. Географические экспедиции: - В. М. Головнин (1776—1831). Описание и исследование Курильских островов, 1811. - И. Ф. Крузенштерн (1770—1846). Первая русская кругосветная экспедиция, 1803—06. - Ф. П. Врангель (1796/97—1870). Исследование российских владений в Америке, 1829—1835. - Ф. П. Литке (1797—1882). Экспедиция по исследованию Новой Земли, 1821—24. | 250.00 руб.                                   | 22 ноября  | 800 000 130 000         | Зайцев Л. Комаров А. | [ 17 ] |
| № 189 (Mi #408) (Mi #408KB) |             | С Новым годом! Дед Мороз и русская тройка. | 125.00 руб.                                   | 6 декабря  | 800 000 100 000         | Зайцев Л.            | [ 18 ] |

## Первый выпуск стандартных марок
Порядок следования элементов в таблице соответствует номеру по каталогу марок России на официальном сайте издатцентра «Марка», в скобках приведены номера по каталогу «Михель».
| №                                   | Изображение | Описание | Номинал            | Дата     | Тираж    | Художник     | П      |
| ----------------------------------- | ----------- | --- | ------------------ | -------- | -------- | ------------ | ------ |
| № 61Б (Mi #280IICw)                 |             | Первый выпуск стандартных почтовых марок Российской Федерации: - Церковь Покрова на Нерли во Владимирской области.                                              | 250.00 руб.        | 3 марта  | массовый | Арцименев Ю. | [ 19 ] |
| № 62Б (Mi #281IICw)                 |             | Первый выпуск стандартных почтовых марок Российской Федерации: - Здание Московского государственного университета им. М. В. Ломоносова.                         | 500.00 руб.        | 24 марта | массовый | Арцименев Ю. | [ 20 ] |
| № 138A (Mi #349w) № 139A (Mi #350w) |             | Первый выпуск стандартных почтовых марок Российской Федерации. Продолжение серии: - Золотые ворота во Владимире. - Памятник К. Минину и Д. Пожарскому в Москве. | 150.00 300.00 руб. | 3 марта  | массовый | Коваль В.    | [ 21 ] |

## Комментарии
1. ↑  Ниже приведён перечень коммеморативных марок (с возможностью сортировки по номиналу, тиражу и дате введения в обращение).
2. ↑  Ниже приведён перечень стандартных марок (с возможностью сортировки по номиналу, тиражу и дате введения в обращение).